# گلیدن (ویسکانسین)
گلیدن (به انگلیسی: Glidden) یک منطقهٔ مسکونی در ایالات متحده آمریکا است که در Jacobs واقع شده‌است. گلیدن ۵۰۷ نفر جمعیت دارد.